# Championnats d'Afrique de gymnastique artistique 1990
Navigation
Casablanca 1992
La 1re édition des championnats d'Afrique de gymnastique artistique se déroule en octobre 1990 à Alger, en Algérie.
La compétition qui se tient à La Coupole s'est clôturée le 26 octobre 1990 et voit la naissance de l'Union africaine de gymnastique, l'Algérien Mohamed Lazhari étant nommé premier président de cette instance africaine. L'équipe du Maroc est sacrée championne d'Afrique par équipes devant l'équipe d'Algérie.